# ヤンデックス
ヤンデックス（ロシア語: Яндекс, ラテン文字転写: Yandex、ヤンデクスとも）は、ロシアの検索エンジン、ポータルサイトの一つであり、またその運営会社である。
企業としてはNASDAQに株式を上場している。ロシアのインターネット検索市場で50パーセント以上のシェアを持ち、フリーメール、オンラインストレージ、地図検索、翻訳サイトなどの多様なサービスを提供するほか、タクシー配車や食事宅配などの事業も手掛けており、ロシアのインターネット企業としては最大手に位置づけられ、ロシアのGoogleとも言われる。     
2022年9月13日より、yandex.ruのURLは既存のメインページからdzen.ruへとリダイレクトされるようになった。また、新しいヤンデックスのホームページはya.ruとなり、そこからメールやヤンデックスIDにログインすることができるようになっている。現在、ヤンデックスのロシア語とロシアに対するドメインはhttps://ya.ru/である。

## 概要
ヤンデックス検索システムは、1997年にプログラマーで創業者のアルカディ・ヴォロズとイリヤ・セガロビッチが運営するパソコン販売・ソフト開発・ネットワーク通信企業「コンプテック・インターナショナル」社（CompTek）によって立ち上げられた。2000年にヤンデックス社として登記。2008年には、アメリカ合衆国のシリコンバレーにも子会社を作り、グローバル検索などの改良を目指している。アメリカのデジタル市場調査会社「コムスコア」の2012年12月統計によると、ヤンデックス検索システムは検索件数（48億4000万件または世界の2.8パーセント）において世界第4位。ロシア国内では、ランブラー、ロシア語版Google、Mail.ruなどと、常に首位を争っている。 
2018年秋にスマートフォン市場へ参入予定と報道され、同年12月6日にЯндекс.Телефон（ヤンデックスフォン）の販売を開始した。
2019年11月18日の取締役会で、経営上の重要な決定に拒否権を行使できる公益ファンドの創設を決めた。対象には合併や経営統合、知的財産の譲渡、外国政府との協力が含まれる。インターファクス通信はロシア大統領府関係者の話として、公益ファンド創設についてロシア政府がヤンデックスと調整してきた結果で、「情報セキュリティーに関する国家の不安を取り除ける」との発言を報道した。この結果、ヤンデックスはロシアによる国家管理を受け入れた。

## 名称
Yandexは Yet another indexer （「もう一つの索引作成者」の意）から来ている。ロシア語版では、YaからЯに変えられている。

## 対応言語
サイトの言語はロシア語のほか、アゼルバイジャン語、マラヤーラム語、アルバニア語、マルタ語、アムハラ語、マケドニア語、英語、マオリ語、アラビア語、マラーティー語、アルメニア語、マリ語、アフリカーンス語、モンゴル語、バスク語、ドイツ語、バシキール語、ネパール語、ベラルーシ語、ノルウェー語、ベンガル語、パンジャブ語、ビルマ語、パピアメント語、ブルガリア語、ペルシャ語、ボスニア語、ポーランド語、ウェールズ語、ポルトガル語、ハンガリー語、ルーマニア語、ベトナム語、ハイチ語、セブアノ語、ガリシア語、セルビア語、オランダ語、シンハラ語、山地マリ語、スロバキア語、ギリシャ語、スロベニア語、グルジア語、スワヒリ語、グジャラート語、スンダ語、デンマーク語、タジキスタン語、ヘブライ語 、タイ語、イディッシュ語、タガログ語、インドネシア語、タミール語、アイルランド語、タタール語、イタリア語、テルグ語、アイスランド語、トルコ語、スペイン語、ウドムルト語、カザフ語、ウズベク語、カンナダ語、ウクライナ語、カタロニア語、ウルドゥー語、キルギス語、フィンランド語、中国語、フランス語、韓国語、ヒンディー語、コサ語、クロアチア語、クメール語、チェコ語、ラオス語、スウェーデン語、ラテン語、スコットランド語、ラトビア語、エストニア語、リトアニア語、エスペラント語、ルクセンブルク語、ジャワ語、マダガスカル語、日本語、マレー語に対応している。

## Googleとの裁判
2014年12月、GoogleはAndroid対応機器メーカーに、検索システムを含む競合他社のアプリをプリインストールすることを禁じ、Google マップ、YouTube、GmailさらにはGoogle Play ストアをも違反機器で使えなくすると警告。その結果、「プレスティジオ」「フライ」「エクスプレイ」などのスマートフォンメーカーが、ヤンデックスとの提携を終了せざるをえなくなった。そのためヤンデックス側が提訴し、ロシア連邦反独占局 (FAS) はGoogleの「競争保護」法違反を認めた。また欧州連合 (EU) も、Googleの独禁法違反の証拠収集を行っており、ヤンデックスのケースは前例になりうる。

## 自動車市場へ進出
2016年、ヤンデックスの自動車搭載システム・ラボラトリーの責任者アンドレイ・ワシレフスキーは、「私たちは、トヨタやホンダとの協力を継続する予定であり、すべての自動車メーカーに対してオープンである」と語った。同年8月末には、ロシアのトラック・メーカーKAMAZと人工知能 (AI) に基づくシステムの創出に関する契約に調印しており、車線内の走行維持や、緊急停止の指示や、運転手の疲労度確認も可能とするサポート・システムを開発予定。既存のナビゲーターは、トラックを軽自動車のように狭い道や低い橋の下へ誘導してしまうため敬遠されがちであるといい、この種のサービス向上にも意欲を見せている。ワシレフスキーによると「ヤンデックス・ナビゲーターは、多くの都市におけるルートの設定をサポートしているが、サービスにおけるチャートは、プロの地図作成者ばかりでなく最初に変更に気づいたユーザー自身によっても更新され、新しいインターチェンジや道路情報カメラや走行速度規制などに関する情報が、追加されている」という。
2020年9月、Uberとの合弁から自動運転事業をスピンオフした。

## 2022年ロシアのウクライナ侵攻による影響
2023年時点でヤンデックスはオランダに本社を構えており、ロシア政府からの影響がないことをアピールしており、ニューヨークのNASDAQで株式公開後も順調に成長し、2021年11月時点で時価総額は300億ドルを超えた。
2017年4月28日に発布されたウクライナ大統領令№133/2017によって、ウクライナ国内のヤンデックスの活動は規制された。同年5月末に、ウクライナ保安庁による家宅捜索を受け、ロシア側に情報を流出させている疑いがかけられ、2017年6月1日にウクライナのオデッサとキーウのオフィスを閉鎖している。
しかし、2022年ロシアのウクライナ侵攻（特別軍事作戦）が始まると、株価が急落して企業価値が75パーセント減少。同月28日には、NASDAQとニューヨーク証券取引所はロシア企業の銘柄の取引を一時停止した。
3月16日にEUは常務取締役兼副CEOのティグラン・ジュダヴェルディアン（アルメニア国籍）を経済制裁の対象者とし、ジュダヴェルディアンが辞任。同月28日にはフィナンシャル・タイムズのインタビューに応じたセキュリティ研究者のザック・エドワードが、iOSやAndroid向けとなる52,000のアプリにヤンデックスの分析コードが埋め込まれ、ロシアのサーバーにユーザーを特定する情報が転送されていることが分かったと話した。ウクライナの利用者を想定したVPNアプリもあったという。
4月2日には、同月2日にはCEOとなったエレナ・ブニーナが辞任した。夫のレオニド・ライニコフが近所に反戦ステッカーを貼ったとして13日間身柄を拘束されたため、決断したという。同月28日にニュースサービスとインフォテインメントプラットフォーム (Zen) をフコンタクテ (VK) に売却。
5月22日、創始者のアルカディ・ヴォロズがヤンデックス本社をテルアビブに移転する考えがあることが報じられた。ヴォロズは2017年に帰還法によってイスラエル国籍を取得しており、近年はイスラエル在住で、帰還法の対象であるヤンデックス幹部はイスラエルに出国しているという。6月3日にはアルカディ・ヴォロズがEUの制裁対象となったことから、CEOを辞任したことが報じられた。
7月5日、6月上旬にセルビアのベオグラードに駐在員事務所が開設されていたことが報じられた。私的にベオグラードに移った従業員が市内に大きな事務所を借りたという。5月にセルビアの弁護士がヤンデックスの従業員300人をセルビアに移す意図について言及していた。ロシアのウクライナ侵攻当初から「何の承認もなく自由に他国へ出て行くことができる」と経営陣は従業員に明言しており、アルメニア、グルジア、トルコでは（少なくとも）半公式でテレグラムのチャットがあり、移動する従業員のためにアドバイスや連絡先として使われていたことを元従業員はBBCに語っている。
12月30日、ヴォロズは社内メッセージで退社することを公表した。
2024年2月5日、ヤンデックスの親会社であるオランダの「ヤンデックスNV」はロシア国内から撤退し、事業を4,750億ルーブル（約7,700億円）でロシアの投資家グループに売却することで合意した。

## パブリックDNSサービス
Yandex.DNSは、ロシア、CIS、西ヨーロッパにサーバを設置している無料サービスである。DNSCryptを提供している。
| 区分                                      |               | IPv4       | IPv6                   |
| ----------------------------------------- | ------------- | ---------- | ---------------------- |
| フィルタ無し                              | 優先DNSサーバ | 77.88.8.8  | 2a02:6b8::feed:0ff     |
| フィルタ無し                              | 代替DNSサーバ | 77.88.8.1  | 2a02:6b8:0:1::feed:0ff |
| マルウェアフィルタ有り                    | 優先DNSサーバ | 77.88.8.88 | 2a02:6b8::feed:bad     |
| マルウェアフィルタ有り                    | 代替DNSサーバ | 77.88.8.2  | 2a02:6b8:0:1::feed:bad |
| マルウェア+アダルトコンテンツフィルタ有り | 優先DNSサーバ | 77.88.8.7  | 2a02:6b8::feed:a11     |
| マルウェア+アダルトコンテンツフィルタ有り | 代替DNSサーバ | 77.88.8.3  | 2a02:6b8:0:1::feed:a11 |